# مقاطعة ماهنشان
مقاطعة ماهنشان هي إحدى مقاطعات محافظة زنجان الإيرانية، وقد بلغ عدد سكان هذه المقاطعة (وفقاً لإحصائيات عام 2006 م) حوالي 51,223 نسمة يتوزَّعون على 9,354 عائلة، وتتشكل هذه المقاطعة من ضاحيتين؛ هي الضاحية المركزية، وضاحية أنگوران. ومدينة ماهنشان هي عاصمة الضاحية المركزية، وعاصمة المقاطعة كذلك، وأمَّا ضاحية أنكوران فمركزها مدينة دندي.